# Golconda
Ne doit pas être confondu avec Golkonda (Inde).
La ville de Golconda est le siège du comté de Pope, dans l’État de l’Illinois, aux États-Unis. Sa population s’élevait à 668 habitants lors du recensement de 2010, estimée à 640 habitants en 2018.

## Démographie
| Groupe            | Golconda | Illinois | États-Unis |
| ----------------- | -------- | -------- | ---------- |
| Blancs            | 96,6     | 71,5     | 72,4       |
| Afro-Américains   | 1,7      | 14,6     | 12,6       |
| Asiatiques        | 0,3      | 4,6      | 4,8        |
| Autres            | 0,3      | 7,0      | 6,4        |
| Métis             | 0,2      | 2,3      | 2,9        |
| Amérindiens       | 1,1      | 0,3      | 0,9        |
| Total             | 100      | 100      | 100        |
|                   |          |          |            |
| Latino-Américains | 0,8      | 15,8     | 16,7       |

Selon l'American Community Survey, pour la période 2011-2015, 95,76 % de la population âgée de plus de 5 ans déclare parler l'anglais à la maison, alors que 2,39 % déclare parler l'espagnol et 1,86 % une autre langue.